# Openfire
Openfire (anteriormente llamado Wildfire y Jive Messenger) es un sistema de mensajería instantánea, hecho en java y que utiliza el protocolo XMPP, con él podrás tener tu propio servidor de mensajería, puedes administrar a tus usuarios, compartir archivos, auditar mensajes, mensajes offline, mensajes broadcast, grupos, etc y además contiene plugins gratuitos con diferentes funciones extras.

## Panel Web de Administración de Openfire
La administración del servidor se hace a través de una interfaz web, que corre por defecto en el puerto 9090 (HTTP) y 9091 (HTTPS).
Los administradores pueden conectarse desde cualquier lugar y editar la configuración del servidor, agregar y borrar usuarios, crear cuartos de conferencia permanentes, etc.

## Características
Openfire implementa las siguientes características:
- Panel de administración web
- Interfaz para agregar plugins
- SSL/TLS
- Amigable
- Adaptable según las necesidades

- Conferencias
- Interacción con MSN, Google Talk, Yahoo messenger, AIM, ICQ, Jingle
- Estadísticas del Servidor, mensajes, paquetes, etc.
- Cluster con múltiples servidores
- Transferencia de Archivos
- Compresión de datos
- Tarjetas personales con Avatar
- Mensajes offline
- Favoritos
- Autenticación vía Certificados, Kerberos, LDAP, PAM y Radius
- Almacenamiento en Active Directory, LDAP, MS SQL, MySQL, Oracle y PostgreSQL
- SASL: ANONYMOUS, DIGEST-MD5 y Plain

## Logros
- En el 2006 ganó el premio ServerWatch Product por ser el mejor servidor de comunicaciones en tiempo real.